# 로동신문

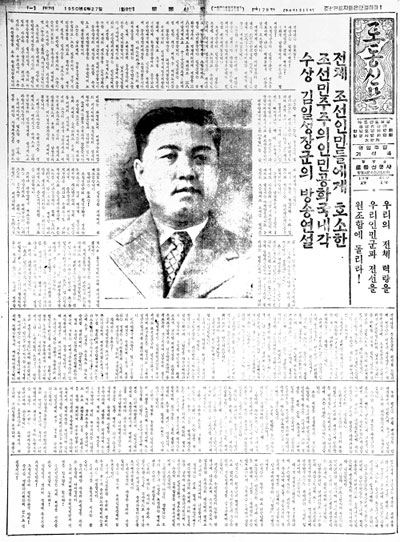
1950년 6월 27일에 발행된 로동신문

《로동신문》(勞動新聞, 표준어: 노동신문)은 조선민주주의인민공화국을 대표하는 일간신문으로 발행 부수는 2015년 기준 60만 부이다. 1945년 11월 1일 《정로》(正路)라는 이름으로 창간되었고, 1946년 9월 지금과 같은 이름으로 제호를 변경했다. 조선로동당 중앙위원회의 기관지로, 신문사는 평양시 중구역 역전동에 있다. 지면은 매호 6쪽으로 구성되며, 조선중앙통신사의 보도를 인용하여 매일 발행된다. 책임주필은 윤우철이다.

## 개요

### 신년공동사설
김정일 집권 시기에 《로동신문》은 매년 1월 1일에 〈신년공동사설〉을 게재하고 있다. 신년공동사설은 로동신문의 매년 슬로건이나 시정 방침이 나타나는 사설이며, 김일성-김정일주의청년동맹의 기관지인 《청년전위》와 국방성(옛 이름 인민무력성)의 기관지인 《조선인민군》도 사설을 발표했다. 최근에는 홈페이지를 개설했다.

### 국제 소식과 대남 소식란
국제 소식과 대남 소식란에서는 대한민국 정부를 반대하는 시위와 대한민국에서 일어난 자연 재해, 그리고 대한민국 정부 비판과 당국과 대한민국에서 진행되는 각종 회담와 통일행사에 대해서 싣고 있다. 국제 소식에서는 외국의 통신사의 보도문을 인용해서 기사를 편집하고 있다.

### 인쇄
《로동신문》은 중질지를 사용해 대형판으로 발행되며, 1971년까지는 천리마체를 사용하다가 1972년에 김일성 국가주석 탄생 60돌을 기념하여 청봉체로 바뀌었다. 노동신문은 정부의 사설, 성명서, 논평서가 빠짐없이 나타난다. 인쇄는 평양직할시 중구역에 있는 평양종합인쇄공장에서 한다.

## 구입
《로동신문》은 조선로동당 선전선동부에서 의해서 편집된 후 각 지방의 체신국을 통해서 지방 당·인민위원회 비서들에게 전달된다. 개인이 구독하려면 신문구독값으로 북한의 화폐로 약 30원 (한화 약 270원, 달러로 약 0.2달러)을 내야한다. 1950년대까지 로동신문은 세로쓰기로 편집되었으나, 이후부터 가로쓰기를 채택하고 있다. 한편, 로동신문은 출판물 관련 무역회사 조선출판물수출입사와 조선계 교민이 운영하는 기업을 통해 판매되고 있다.2022년 7월 22일 윤석열 정부 에서 허용을 검토 하였다.

## 지면
- 1면: 조선민주주의인민공화국 국내외의 중요한 뉴스나 사설(사설에 대해서는 조선중앙방송, 평양방송, 조선의 소리 방송의 각 전파 매체에서도 방송된다).
- 2면: 사상 교양 기사
- 3면: 조선민주주의인민공화국 국내의 경제 기사
- 4면: 조선민주주의인민공화국 국내외의 뉴스
- 5면: 남조선 관련 기사
- 6면: 일본이나 미국 등 여러 나라의 기사(여기에 게재되는 논평은 라디오 방송으로 소개된다).

## 사진

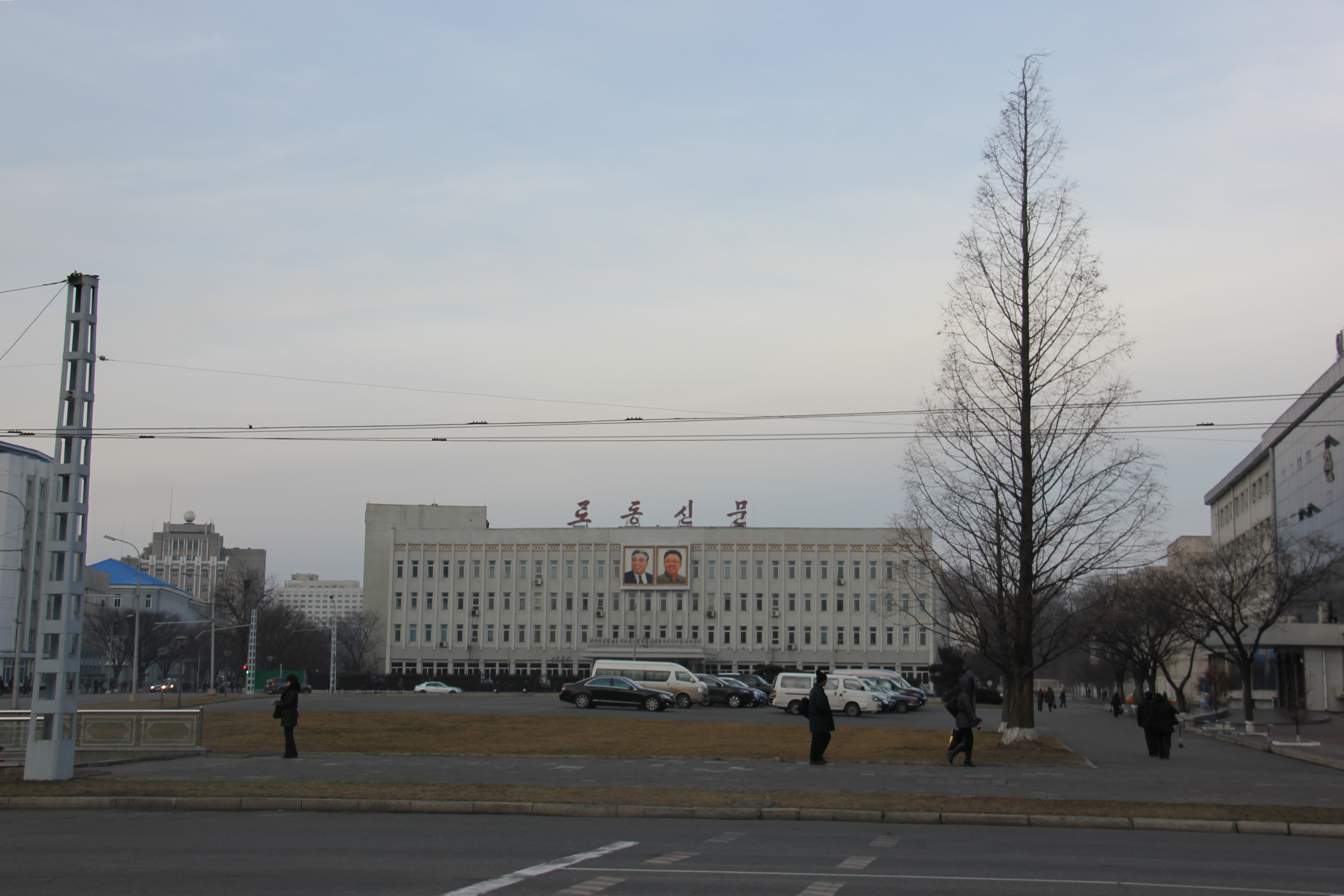
로동신문사 청사
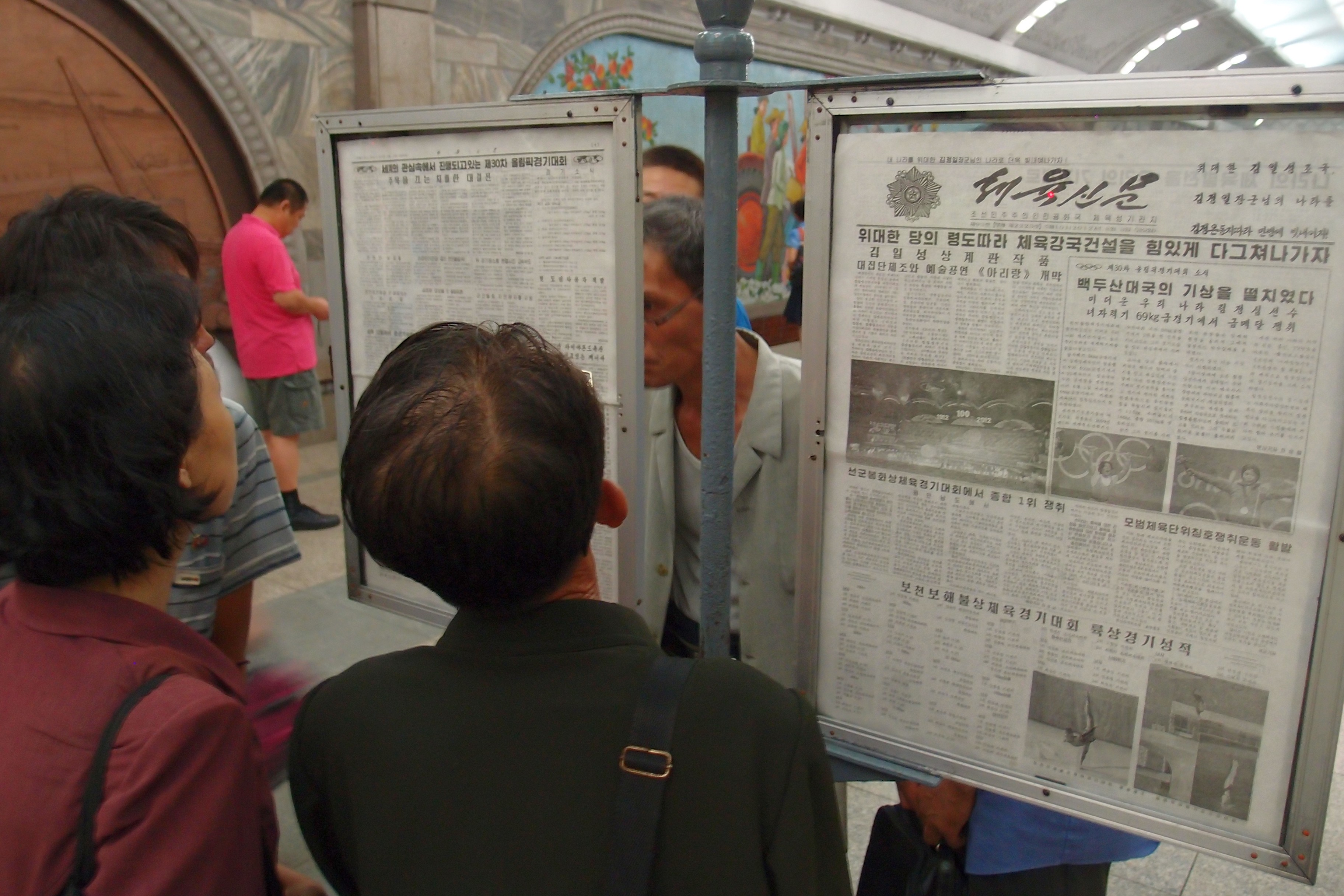
평양 지하철도에서 로동신문을 구독하고 있는 시민들

## 같이 보기
- 조선민주주의인민공화국의 신문
  - 민주조선
  - 새날신문
  - 인민조선
  - 조선신보
  - 평양신문
  - 조선인민군
  - 청년전위